# Ilda Cádiz Ávila
Ilda Cádiz Ávila (Talcahuano, 1911-2000) fue una escritora chilena, autora de obras de ciencia ficción.

## Biografía
Tras estudiar pedagogía en inglés en la Universidad de Concepción se trasladó a Santiago y trabajó como secretaria bilingüe. También trabajó para la aerolínea KLM Royal Dutch Airlines, lo que le permitió viajar a diferentes países. En una estadía en Londres visitó el Museo Británico, donde investigó sobre la vida de Thomas Edward Lawrence, también conocido como Lawrence de Arabia. Esto le permitió escribir varios artículos, uno de los cuales fue premiado por la Municipalidad de Santiago en 1975.
Publicó, bajo el seudónimo Dolores Espina, textos periodísticos y literarios en los periódicos El Mercurio y El Sur, y en la revista Margarita. La escritora se interesó por el género de la ciencia ficción, donde sus autores favoritos fueron Isaac Asimov y Ray Bradbury. También fue influenciada por el trabajo de Arthur C. Clarke y Fred Hoyle. Publicó los libros de cuentos La Tierra dormida, en 1969, y La casa junto al mar, en 1984. Además, su cuento "Nostalgia" fue incluido en Antología de cuentos chilenos de ciencia ficción y fantasía, publicado por la Editorial Andrés Bello en 1988. En su libro La pequeña Quintrala de Joaquín Toesca, de 1993, documentó el matrimonio del arquitecto Joaquín Toesca y Manuela Fernández de Rebolledo y Pando.
En 1975 fundó el Club Chileno de Ciencia Ficción junto a Hugo Correa, Elena Aldunate y Antonio Montero.
En enero de 2022 se lanzó Ficciones de la Quinta Era Glacial y otros relatos insólitos, un libro que reúne los cuentos de Cádiz Ávila publicados en La Tierra dormida y La casa junto al mar. Fue un proyecto realizado entre Imbunche Ediciones y Cathartes, financiado por los Fondos del Libro y la Lectura, Mincap 2021.

## Obras
- La Tierra dormida y otros cuentos (1969)
- La casa junto al mar y otros cuentos (1984)
- La pequeña Quintrala de Joaquín Toesca (1993)